# Ejnar Martin Kjær
Ejnar Martin Kjær (1893–1947) foi um professor e político dinamarquês que serviu como ministro do Interior no período de 1945–1947. Ele morreu enquanto estava no cargo.

## Biografia
Kjær nasceu em Ullits a 9 de janeiro de 1893. Em 1915 recebeu um diploma de professor e trabalhou como professor e depois bibliotecário em Brønderslev até 1935, quando foi eleito para o Parlamento tendo serviu até 1943. Ele foi nomeado ministro do Interior para o governo liderado pelo primeiro-ministro Knud Kristensen em 1945. Ele era um dos membros de direita do governo. Ele apoiou as sugestões para melhorar o tratamento de doenças mentais através do uso de novas abordagens e técnicas psiquiátricas. Kjær morreu num hospital em Copenhaga a 18 de junho de 1947 enquanto servia no cargo, e foi enterrado em Brønderslev.
Kjær casou-se duas vezes. A sua primeira esposa morreu em 1930 e depois casou-se pela segunda vez em 1931.